# Александра Мојсиловић
Александра Мојсиловић је научник који тренутно ради као шеф AI Foundations у IBM Research и ко-директор IBM Science for Social Good. Такође је сарадник са IBM и IEEE.

## Биографија
Рођена је у Београду, где је докторирала 1997. на Електротехничком факултету. Радила је у Беловим лабораторијама (1998—2000) и IBM Research (2000—данас).
Написала је и сарађивала интерактивну визуелну комуникацију предиктивне аналитике радне снаге, а 2000. године написала је заједно са Јианјинг Ху Оптимално усклађивање композиције боја слика (енгл. Optimal Color Composition Matching of Images).
Аутор је преко 100 публикација и 16 патената. Они се могу наћи на Google Scholar:
- Систем и метода за мерење сличности слике на основу семантичког значења[5]
- Прилагодљива перцептивна сегментација слике у боји текстуре[6]
- Усклађивање и проналажење на основу речника и граматике узорака боја[7]
- Преузимање и подударање образаца боја на основу унапред одређеног речника и граматике[8]
- О избору оптималне таласне основе за карактеризацију текстуре[9]
- Снимање семантике слике помоћу дескриптора ниског нивоа[10]
- Методологија за креирање извештаја о чињеницама о интелигенцији[11]
- CogMol: Циљни и селективни дизајн лекова за ковид 19 помоћу дубоких генеративних модела[12]
- Објашњивост AI 360: практични водич[13]

## Награде
Неке од награда које је примила су:
- Награда за најбољи рад IEEE за младог аутора[15][16]
- Европска конференција о рачунарској визији: Награда за најбољи рад[1]
- Награда за најбољи рад IEEE SOLI, награда IBM Герстнер[1]